# Сталактитовий орган
Сталактитовий орга́н (англ. The Great Stalacpipe Organ) — музичний інструмент, виконаний з каменю (літофон) з електричним приводом, розташований в Лурейських печерах, штат Вірджинія, США. Є найбільшим музичним інструментом у світі (Книга рекордів Гіннесса називає його найбільшим підземним інструментом природного походження).

## Історія
Цей унікальний музичний інструмент був створений математиком і вченим Ліландом Спрінкле (англ. Leland W. Sprinkle) в 1956 році і відкритий 7 червня 1957 року. Склалася легенда, що Ліланд зауважив хороший музичний резонанс в печері, коли під час подорожі по ній його син вдарився головою об низько висячий сталактит. Спрінкл вирішив створити тут кам'яний орган і за кілька років роботи ретельно обробив гірські породи для отримання ідеального звучання. До кожного обробленого каменю, що є резонатором, прикріплений молоточок, який управляється за допомогою електрики від звичайної органної клавіатури. Музика від цього інструменту чутна на всій площі печери — 64 акра (14 км²). Власне консоль органу була створена компанією Klann Organ Supply з міста Waynesboro, штат Вірджинія.

Фотогалерея
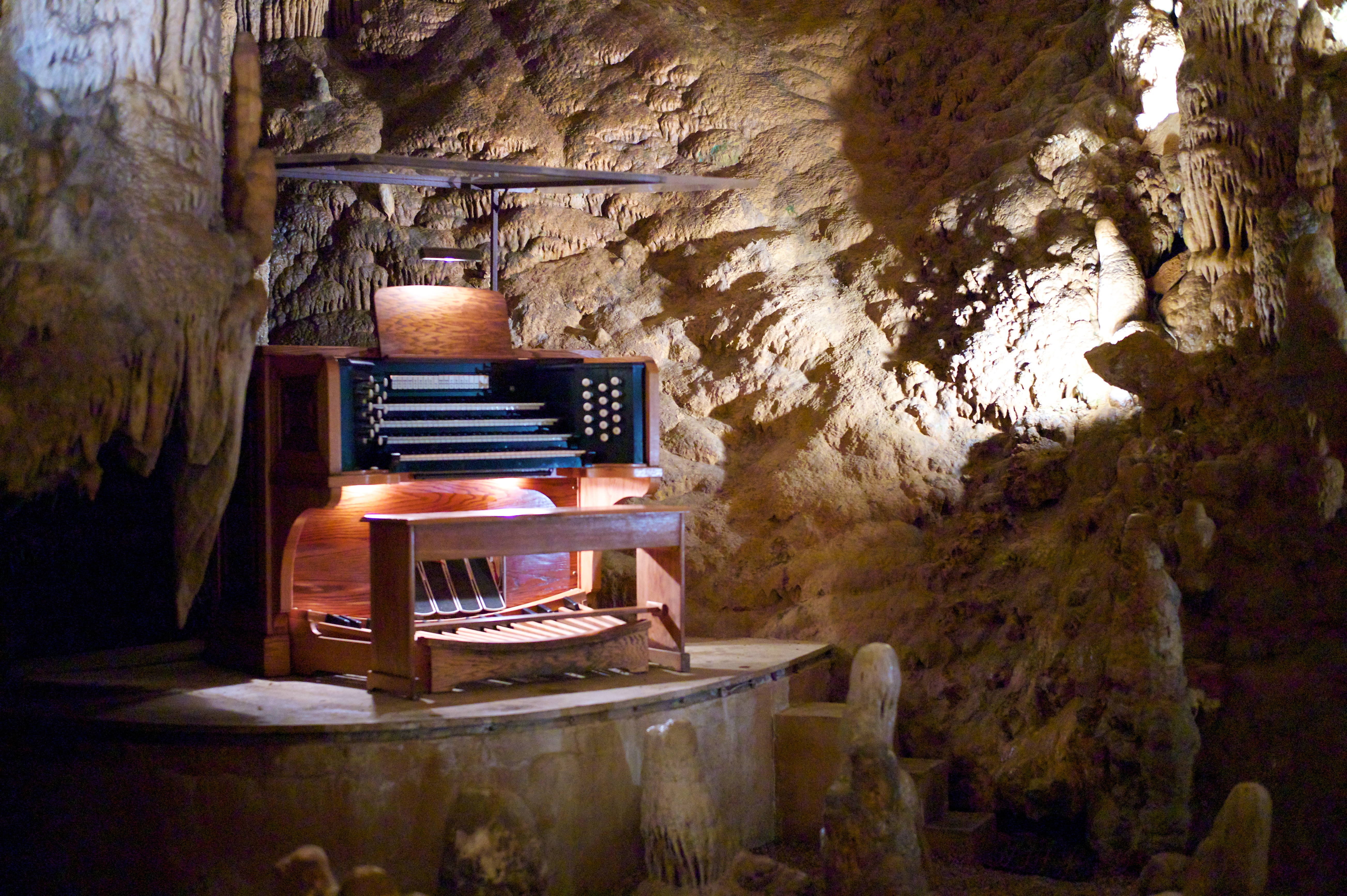
Консоль органу
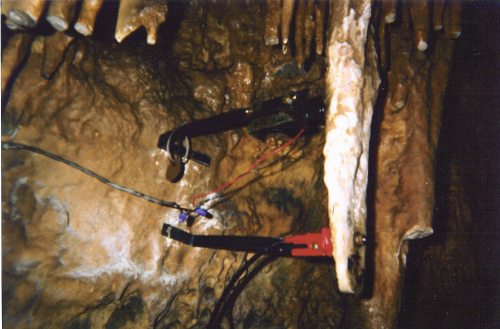
Молоточок на камені

Слід зазначити, що музичне звучання від удару по сталактитам було помічено ще з часів відкриття печери в 1878 році. І вже на початку XX століття сталактити печери використовувалися для отримання музики подібної ксилофону. В даний час Лурейські печери є комерційними. Там знаходиться магазин, який продавав раніше вінілові пластинки, а зараз — компакт-диски із записом музики, що виконується на цьому інструменті органістом Монті Максвеллом (англ. Monte Maxwell). У 2011 році шведсько-фінський музичний колектив Pepe Deluxé став першим, хто записав свою музичну композицію з використанням сталактитового органу , що увійшла до альбому Queen of the Wave 2012 року.